# 結城基光
結城 基光（ゆうき もとみつ）は、南北朝時代から室町時代中期にかけての武将。下総結城氏9代当主。下野国守護。
通称は七郎、官職は弾正少弼。妻は小山氏政の娘。

## 生涯
正平4年/貞和5年（1349年）、8代当主・結城直光の子として誕生。
鎌倉公方・足利基氏から偏諱を受けて基光と名乗った。年代的に考えればそれからまもなくして基氏が亡くなり、その子である足利氏満が第2代目の鎌倉公方となる。基光も引き続き氏満に臣従した。
天授6年/康暦2年（1380年）からの小山義政の乱の際には、結城氏は小山氏の庶流でありながら鎌倉府に味方して小山義政の討伐に活躍した。氏満は小山氏の名跡が絶えるのを惜しみ、基光の子である泰朝に小山氏の名跡を継承させたため、結城氏の力はさらに増大した。
至徳4年（1387年）8月、下野国守護職としての活動を開始しており、これ以前の時点で前守護・上杉憲方から交代したことが確認される。
氏満亡き後も3代満兼、4代持氏に臣従し、応永23年（1416年）の上杉禅秀の乱に際しても持氏に従って乱の鎮圧に尽力している。
永享2年（1430年）5月11日、死去。82歳。
家督は、子・満広が既に死去していたため、基光の二男で、小山氏を継いだ泰朝（満泰）の子・氏朝が猶子として継いだ。